# Christian Tobias Ephraim Reinhard
Christian Tobias Ephraim Reinhard (* 26. Mai in 1719 in Kamenz; † 27. Februar 1792 in Sagan) war ein deutscher Arzt. Von 1755 bis 1792 war er zweiter Stadtphysikus in Sagan.

## Leben und Wirken
Ab 1739 studierte Reinhard zunächst Philosophie und Jura in Leipzig, wechselte jedoch 1742 in Halle zur Medizin. 1745 erhielt er in Frankfurt an der Oder einen medizinischen Doktortitel mit einer Dissertation „De cardalgia spuria.“ („Über Herzschmerz unbekannter Ursache.“) Danach praktizierte er zunächst als Arzt in Kamenz. 1752 wechselte er nach Sagan, wo er 1755 zum zweiten Stadtphysikus ernannt wurde. In Sagan praktizierte er bis zu seinem Tod 1792.

## Werke (Auswahl)
- Beweis daß Camenz eine gesunde Stadt sey. (1752)[1]
- Carmen De Febribus Intermittentibus Spuriis Seu Epidemiis Anni MDCCXXXXVII. VIII. VIIII. L. Et LI. Dresden 1752 (Digitalisat)

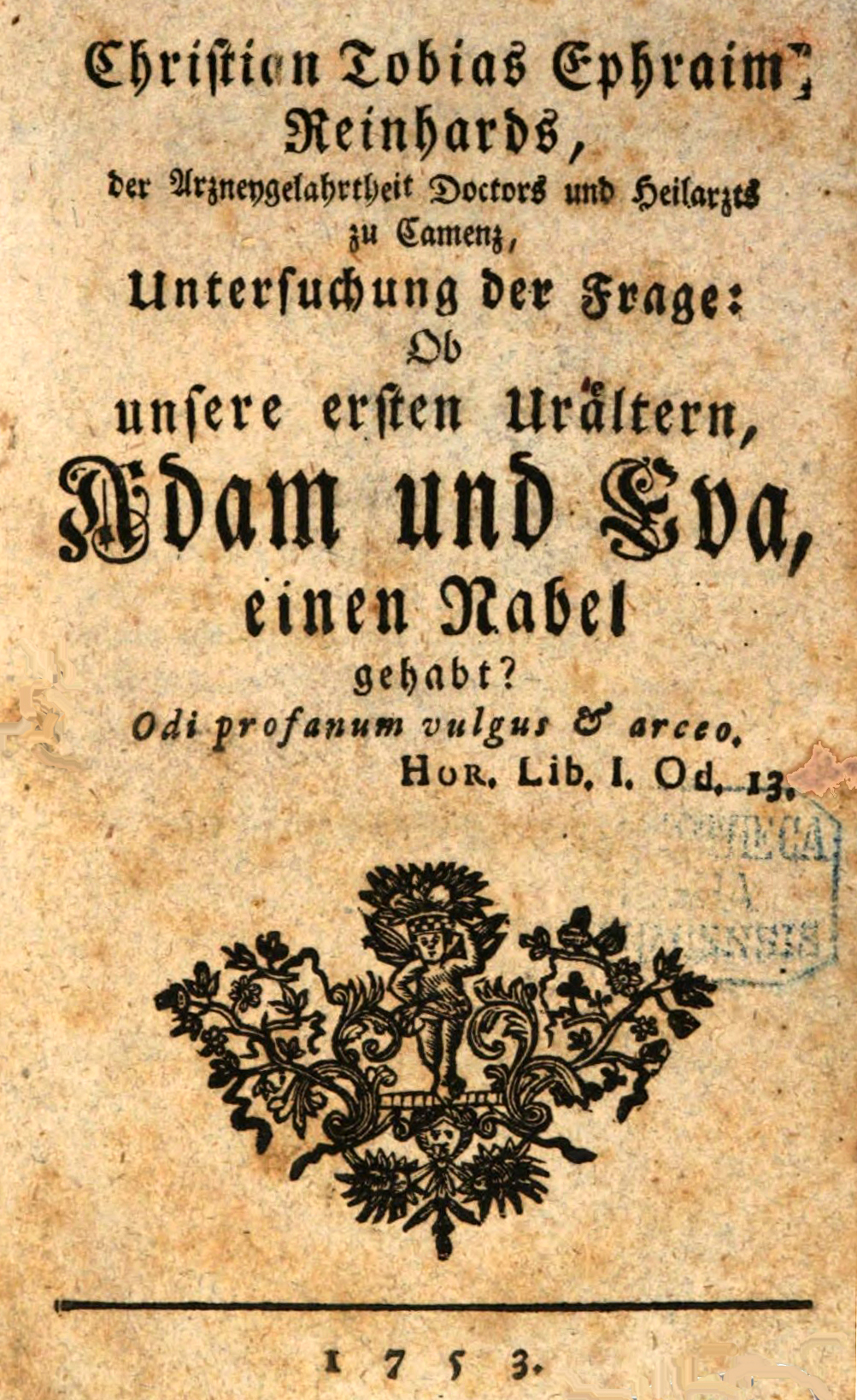
Untersuchung der Frage: Ob unsere ersten Urältern, Adam und Eva einen Nabel gehabt. 1753

- Untersuchung der Frage: Ob unsere ersten Urältern, Adam und Eva einen Nabel gehabt. S.l. 1753 (Digitalisat)
- Satyrische Abhandlung von den Krankheiten der Frauenspersonen, welche sie sich durch ihren Putz und Anzug zuziehen. Glogau und Leipzig 1756 (Digitalisat)(Digitalisat)
- Umständliche Nachricht einer merkwürdigen Vorfallenheit von einem übelformirten Kinderkopfe, an welchem die Hauptsbeine übereinandergeschoben waren. Berlin und Leipzig 1759 (Digitalisat)
- Von der Ausmässung des Menschlichen Körpers und der Theile desselben. … Berlin Glogau 1759 (Digitalisat)
- Abhandlung von dem Lungenblutflusse oder Blutspeyen. Glogau 1762 (Digitalisat)
- Medicvs Poeta : Pars Prima Exhibens De Levcorrhoea, Sev Flvore Albo Mulierum Benigno, Pallore Faciei, Et Lethalitate Vvlnervm Iecinoris, Carmen Tria ; Praefatvr De Poetis Medicis Commentativncvla. Glogau 1762 (Digitalisat)
- Abhandlung von dem Mastdarmblutflusse. Glogau 1764 (Digitalisat)
- Beweis, daß die Eröffnung der Mittelblutader zuweilen höchst gefährlich werden könne. (1764)[2]
- Bibelkrankheiten, welche im alten Testamente vorkommen. 1. und 2. Buch, Glogau und Leipzig 1767 (Digitalisat); 3. und 4. Buch, Glogau und Leipzig 1767 (Digitalisat); 5. Buch, Glogau und Leipzig 1768 (Digitalisat)